# Talia
Talia is een geslacht van rechtvleugeligen uit de familie Mogoplistidae. De wetenschappelijke naam van dit geslacht is voor het eerst geldig gepubliceerd in 1983 door Otte & Alexander.

## Soorten
Het geslacht Talia omvat de volgende soorten:
- Talia bandumu Otte & Alexander, 1983
- Talia brevithorax Chopard, 1951
- Talia pitonga Otte & Alexander, 1983